# Танума Окицугу
Танума Окицугу (яп. 田沼 意次, 11 сентября 1719 — 27 июля 1788) — японский политический и государственный деятель периода Эдо.

## Биография
Танума Окицугу родился в 1719 году в семье владельца замка Сагара в провинции Тотоми в Восточной Японии. Его род был вассалом сёгуната Токугава.
Сначала Танума служил пажом сёгунов Токугавы Иэсигэ и Токугавы Иэхару. Благодаря успехам в этой должности, в 1767 году он стал приближённым сёгуна (соба-ёин) и правителем Сагара-хана.
В 1772 году Танума стал родзю, главой правительства сёгуната Токугава. Он начал курс реформ, направленных на выход японской экономики из системного кризиса. Танума поощрял развитие торговли и способствовал созданию монопольных купеческих корпораций кабунакама. Период, на протяжении которого он проводил эти реформы, получил название «эпоха Танумы». Он ознаменовался инфляцией и распространением коррупции, вызванных вмешательством купечества в политику. В 1786 году, под давлением народного возмущения, Танума был вынужден остановить реформы и уйти в отставку.